# Mezhova (huyện)
Mezhova (tiếng Ukraina: Межівський район, chuyển tự: Mezhovas’kyi raion) là một huyện của tỉnh Dnipropetrovsk thuộc Ukraina. Huyện Mezhova có diện tích 1.244 km², dân số theo điều tra dân số ngày 5 tháng 12 năm 2001 là 28.499 người với mật độ 23 người/km². Trung tâm huyện nằm ở Mezhova.